# Angolaflugsnappare
Angolaflugsnappare (Melaenornis brunneus) är en fågel i familjen flugsnappare.

## Utseende och levnadssätt
Angolaflugsnappare är en brun flugsnappare, mörk på ovansida och bröst och vit på buken. Den är större än mörkgrå flugsnappare och lätt åtskild med det mörka bröstet. Den hittas i olika bergsbelägna miljöer som skogsområden och skogsbryn. Lätena består av ljusa "seet".

## Utbredning och systematik
Angolaflugsnappare är endemisk för just Angola. Den delas upp i två underarter med följande utbredning:
- Melaenornis brunneus brunneus – förekommer i Angola i norra änden av västra förkastningen
- Melaenornis brunneus bailunduensis – förekommer i Angola på Mt. Moco och de centrala högländerna

## Status och hot
Arten har ett stort utbredningsområde, men tros minska i antal, dock inte tillräckligt kraftigt för att den ska betraktas som hotad. Internationella naturvårdsunionen IUCN listar arten som livskraftig (LC).